# Ruby Jones
Ruby Jones ist eine US-amerikanische Schauspielerin.

## Leben
Ihre erste Rolle hatte Jones 2013 im Spielfilm Herzenssache – Ein Pferd für die ganze Familie. 2014 folgten Besetzungen in den Spielfilmen Sternenkrieger – Survivor, One Shot, Der Weihnachtsdrache und in dem Kurzfilm Mochila: A Pony Express Adventure. 2015 hatte sie eine Rolle im Film Miracle Maker, ein Jahr später folgten Besetzungen in We All Fall Down und Mythica: The Godslayer. 2017 hatte sie eine weitere Spielfilmrolle in 626 Evolution.

## Filmografie
- 2013: Herzenssache – Ein Pferd für die ganze Familie (Christmas for a Dollar)
- 2014: Sternenkrieger – Survivor (Survivor)
- 2014: One Shot
- 2014: Der Weihnachtsdrache (The Christmas Dragon)
- 2014: Mochila: A Pony Express Adventure (Kurzfilm)
- 2015: Miracle Maker
- 2016: We All Fall Down
- 2016: Mythica: The Godslayer
- 2017: 626 Evolution